# Vodní elektrárna Höljes
Vodní elektrárna Höljes (švédsky Höjles kraftverk) je vodní elektrárna na řece Klarälven v obci Torsby v okrese Värmland ve Švédsku.
Elektrárna byla uvedena do provozu v roce 1962, je vlastněna a provozována společností Fortum.

## Přehrada
Přehrada Höljes je sypaná hráz s přelivem na pravé straně.

## Elektrárna
Elektrárna disponuje 2 Francisovými turbínami. Celková jmenovitá kapacita je 127,8 MW. Průměrná roční výroba je 533 GWh. Hydraulická výška je 88 m.